# Caryczanka
Caryczanka (ukr. Царичанка) – osiedle typu miejskiego w obwodzie dniepropetrowskim na Ukrainie, siedziba władz rejonu caryczańskiego.
Miejscowość leży w południowo-wschodniej części Niziny Naddnieprzańskiej, na prawym brzegu rzeki Oril. Pierwsza wzmianka o miejscowości pochodzi z 1604. Ludność liczy około 7300 osób.